# Erupciones históricas del monte Fuji

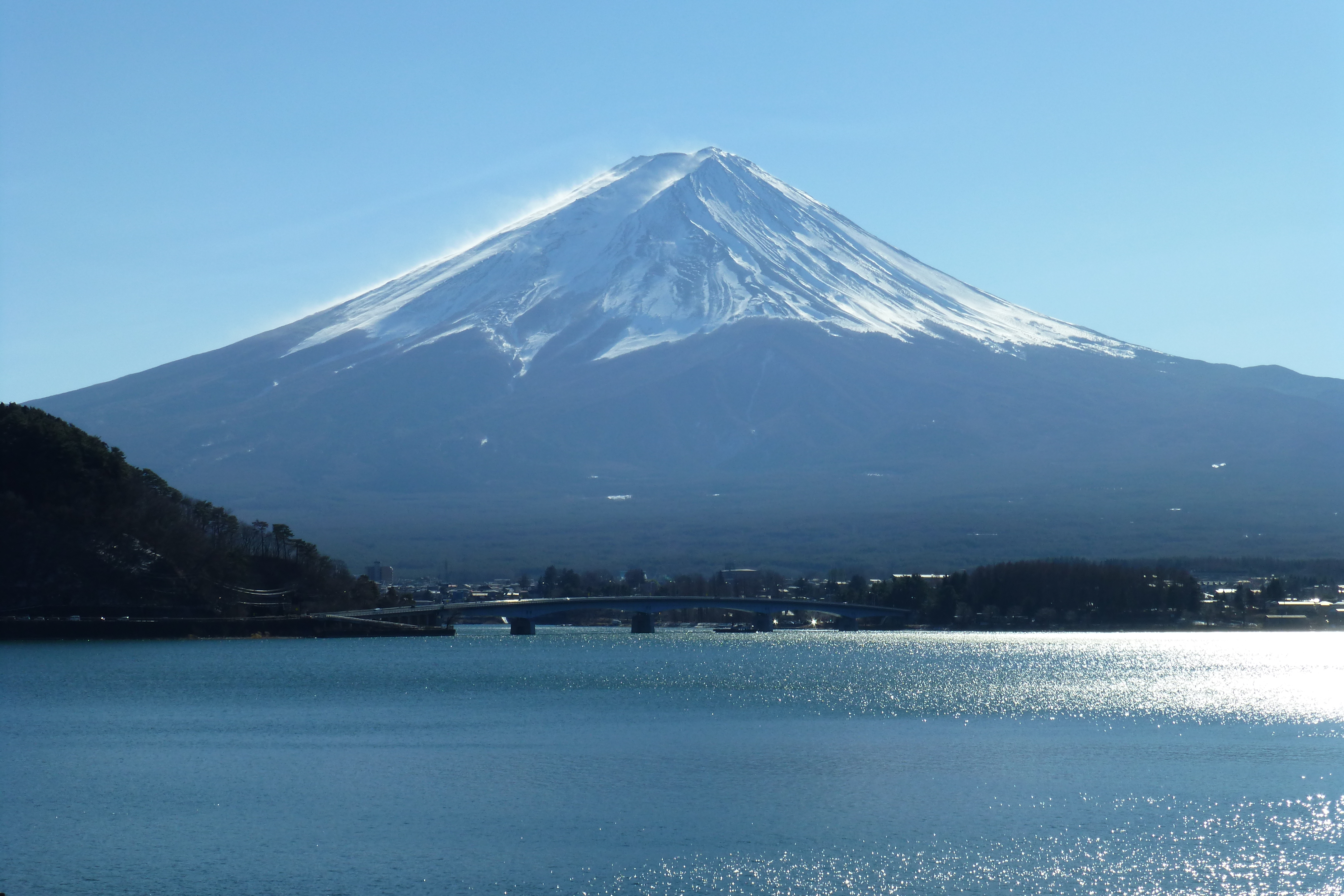
Monte Fuji.

Las erupciones históricas del Monte Fuji (富士山の噴火史 Fuji-san no Funkashi?) se refiere a las erupciones volcánicas que ocurrieron al monte Fuji, el volcán más alto y de mayor volumen en Japón. Se cree que el actual volcán se formó hace 100.000 años y puede ser clasificado como un "volcán joven".
La montaña tal como conocemos es el "nuevo volcán Fuji", que entró en actividad hace 10.000 años. Bajo este volcán se encuentra el "volcán Komitake" que se volvió activo hace 700.000 años, y el "antiguo volcán Fuji" que entró en actividad entre 100.000 años atrás y 10.000 años atrás.
En los alrededores del monte Fuji existió gran actividad volcánica desde hace millones de años. Hace 700.000 años, en el lugar donde actualmente se ubica el monte Fuji, un volcán conocido como monte Komitake (小御岳火山?   literalmente, "pequeña montaña volcánica") entró en actividad. En ese momento, otro volcán, el monte Ashitaka (愛鷹山?) ubicado al sureste del monte Fuji, también fue altamente activo. La cima del antiguo volcán, Komitake, puede verse desde la cara norte del monte Fuji en la quinta estación, a 2300 metros sobre el nivel del mar.

## Antiguo Fuji
Después de 100.000 años de inactividad, el Komitake entró en otro periodo de actividad. El volcán en este periodo es conocido como Antiguo Fuji (古富士 Kofuji?). El Viejo Fuji estuvo caracterizado por erupciones explosivas, lanzando grandes cantidades de escoria, ceniza volcánica y lava, formando una gran montaña que alcanzó la altitud de 3000 m.

## Nuevo Fuji
Luego del periodo del Antiguo Fuji, hubo 4000 años de inactividad, y desde entonces el monte Fuji volvió a estar activo; este periodo es conocido como Nuevo Fuji (新富士 Shinfuji?) y continua en la actualidad. Las erupciones del Nuevo Fuji consisten en flujos de lava, magma, escoria, cenizas volcánicas, colapsos y erupciones en sus costados. La ceniza del Nuevo Fuji a veces es negra, y las erupciones son nuevas en términos de capas geológicas. La actividad del monte Fuji está registrada en documentos históricos japoneses desde el siglo VIII. Estas exhiben un rango de erupciones representativas.

### Erupciones explosivas hace 3000 años
Existieron cuatro erupciones explosivos en la era Jomon, y que son conocidos con el nombre de escoria Sengoku (Sg), escoria Ōsawa (Os), escoria Ōmuro (Om) y escoria Sunazawa (Zn). Dado que el viento sopla desde el oeste del área del monte Fuji, la mayoría del material expulsado cayó en el lado este, pero en el caso de la escoria Ōsawa, estos fueron movidos por vientos del este, tan lejos hasta Hamamatsu.

### Flujo de lodo de Gotenba
Hace 2300 años el lado este del volcán colapsó y un flujo de lodo se desplazó hacia el área de Gotenba extendiéndose desde la meseta de Ashigara en el este y la bahía de Suruga en la ciudad de Mishima en el sur. Este incidente es llamado como el flujo de lodo de Gotenba (御殿場泥流 Gotenba deiryū?). 

### Erupciones
Desde 781 se han registrado 16 erupciones en el Nuevo Fuji. Muchas de éstas ocurrieron en la era Heian, con doce erupciones entre 800 y 1083.
Una de las más sobresalientes es la erupción de Jōgan, ocurrido en 864 (en el año 6 de la era Jōgan), y que ocurrió en el lado noreste, y produjo una gran cantidad de lava. Dicha erupción duró 10 días y las cenizas cubrieron la tierra alcanzando hasta la bahía de Edo y la provincia de Kai. Muchas personas perecieron y una gran cantidad de hogares fueron destruidos. Parte de la lava cubrió un gran lago llamado Senoumi, que existía en ese momento, y lo dividió en dos lagos, el Saiko y el Shōjiko. Esta lava es conocida como lava de Aokigahara, y actualmente está cubierta por el denso bosque de Aokigahara.

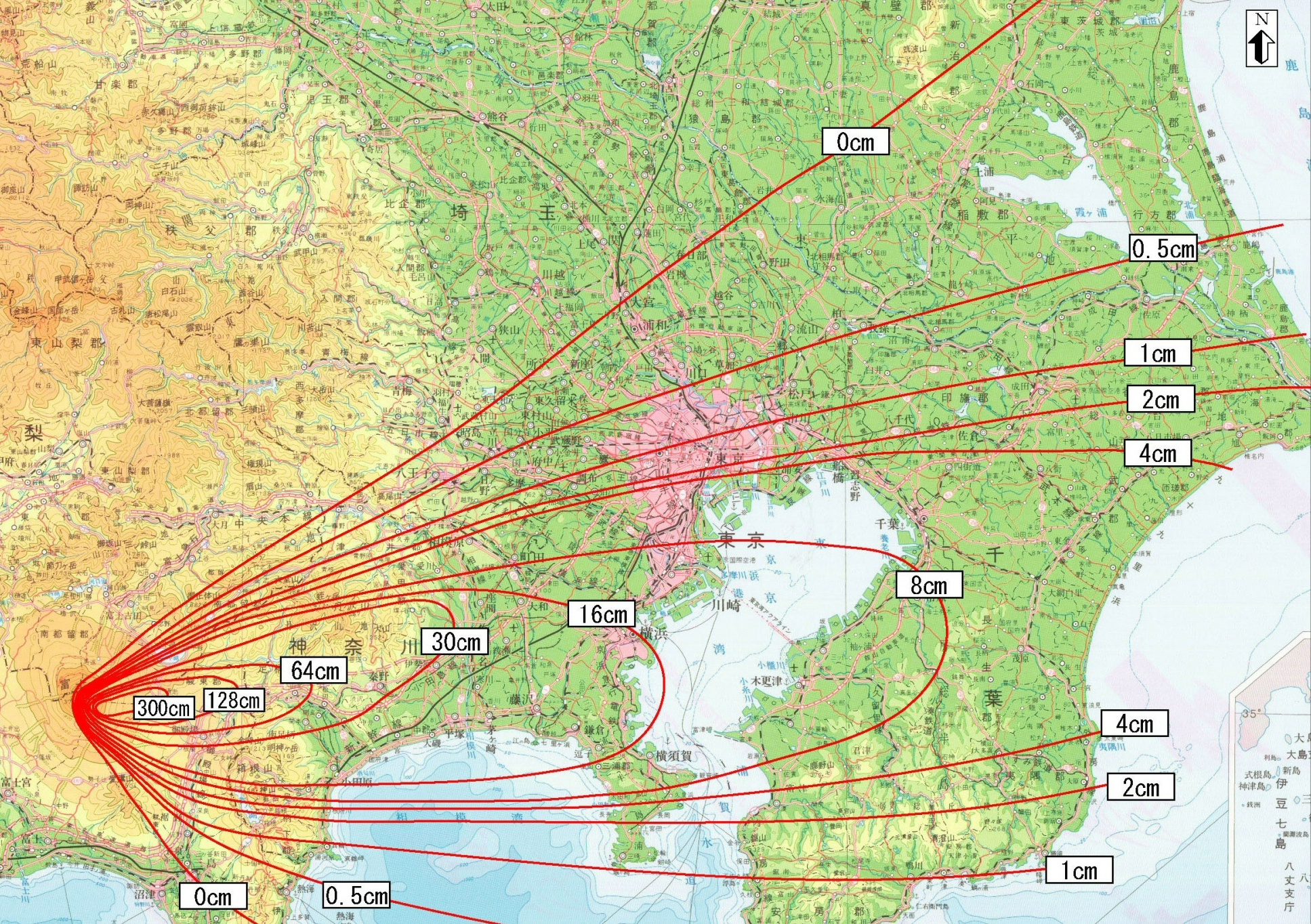
Mapa de la extensión de las cenizas arrojadas durante la erupción de Hōei.

Entre 1083 y 1511 hubo un breve periodo de inactividad y no hubo registros de erupciones en ese momento. Posteriormente entró en un periodo de actividad, destacando la erupción del Monte Fuji de la era Hōei en 1707 (en el año 4 de la era Hōei), que surgió un mes después del gran terremoto de Hōei y que asoló la ciudad de Osaka.
La erupción, ocurrida el 16 de diciembre de 1707, produjo una lluvia de cenizas en la provincia de Izu, Kai, Sagami y Musashi. Esta erupción fue importante porque las cenizas alcanzaron inclusive a lugares lejanos como Edo.
Después de esta erupción, el monte Fuji se ha mantenido en calma hasta el presente.